# 福尔考什·亚诺什
福尔考什·亚诺什（匈牙利語：Farkas János，1942年3月27日—），匈牙利男子足球运动员，司职前锋。他曾代表匈牙利参加1964年夏季奥林匹克运动会足球比赛，获得一枚金牌。